# Claoxylon racemiflorum
Claoxylon racemiflorum är en törelväxtart som beskrevs av Henri Ernest Baillon. Claoxylon racemiflorum ingår i släktet Claoxylon och familjen törelväxter. Inga underarter finns listade i Catalogue of Life.